# San Giacomo in Colle
San Giacomo in Colle (in sloveno Štjak) è un paese della Slovenia, insediamento (naselje) del comune di Sesana, su una catena collinare (Vrhe) che sovrasta la sponda destra del torrente Rassa (Raša).
La località è situata a 15,6 km a nord-est del capoluogo comunale e a 21,3 km dall'Italia.

Il patrono del paese è San Giacomo, da cui è derivato il nome della località e al quale fu dedicata una chiesa già citata nel 1300 nel Thesaurus ecclesiae Aquileiensis poi trasformata nel 1603 nella forma barocca attuale.
È capoluogo di una delle 13 comunità locali in cui si suddivide il comune. Oltre al capoluogo, essa include anche i vicini insediamenti di Krtinovica, Ravnje, Selo, Gradišče pri Štjaku, Poljane pri Štjaku, Bogo, Hribi, Pristava, Mahniči, Nova vas e Dolenje.

## Storia
Fece parte del Patriarcato di Aquileia e poi della Contea di Gorizia e Gradisca.
Con il trattato di Schönbrunn (1809) entrò a far parte delle Province Illiriche.
Col Congresso di Vienna nel 1815 Stiack (Štjak o Štijak) rientrò in mano austriaca, tornando nella Contea di Gorizia e Gradisca (a sua volta inquadrata dapprima nel Regno d'Illiria e poi dal 1849 nel Litorale austriaco) come comune autonomo. Esso comprendeva i villaggi di Caitinuzza (Krtinovica, Kertinovica o Kertinovca), Sello (Selo), Rauni (Ravne), Dolegna (Dolenje), Nova Vas (o Novavas), Gradische (Gradišče o Gradiše), Resguri (Razguri, Razgori o Rasguri), Pollane (Poljane o Polane) e San Tommaso (Šent Tomaž, Sankt Thomas), oggi nel comune di Sesana; e i villaggi di Sveskoti (Večkoti), Cecovini (Čehovini o Cehovini) e Trevisani (Trebižani), oggi nel comune di Comeno.
Nel 1920, in seguito alla prima guerra mondiale e al Trattato di Rapallo, il paese venne annesso al Regno d'Italia. Nel 1923 il suo nome venne italianizzato in San Giacomo in Colle e lo stesso anno venne inquadrato nella provincia di Trieste. La circoscrizione territoriale del periodo asburgico rimase invariata, includendo i centri di Dolenie/Dolegna (Dolenje), Raune/Raune di San Giacomo (Ravne), Selo/Sella di San Giacomo (Selo), Chertinovizza/Cartinozza (Krtinovica), Ceccovini (Čehovini), Trebisani/Trevisani (Trebižani), Gradischie/Gradisca di San Giacomo (Gradišče), Rasguri (Razguri) e San Tommaso/San Tommaso della Rassa (Stomaž).
Fu soggetta alla Zona d'operazioni del Litorale adriatico (OZAK) tra il Settembre 1943 e il 1945. Nel 1947, in seguito alla seconda guerra mondiale e ai Trattati di Parigi passò alla Jugoslavia. Dal 1991 fa parte della Slovenia.

## Alture principali
Prsunca, 464 m

## Corsi d'acqua
Branica.